# Shiroishi
Shiroishi (jap. 白石市 Shiroishi-shi) – miasto w Japonii, w prefekturze Miyagi, na wyspie Honsiu. Ma powierzchnię 286,48 km². W 2020 r. mieszkało w nim 32 758 osób, w 12 472 gospodarstwach domowych  (w 2010 r. 37 422 osoby, w 12 483 gospodarstwach domowych) .

## Położenie
Miasto leży około 300 km na północ od Tokio, w południowej części prefektury, nad rzeką Shiroishi. Graniczy z miastami:
- Kakuda
- Fukushima
- Date

oraz kilkoma miasteczkami.

## Historia
- 1602 – Kojūrō Katakura został mianowany wasalem na zamku Shiroishi
- 1889 – upadek systemu hanów. W wyniku reform administracyjnych miasteczko Shiroishi zostało włączone do powiatu Katta
- 1 kwietnia 1954 – utworzono miasto Shiroishi
- 1957 – przyłączono wieś Obara, tworząc obecny kształt miasta[6]

## Transport[7]

### Kolejowy
- Japońska Kolej Wschodnia
  - Tōhoku Shinkansen
  - Główna linia Tōhoku

### Drogowy
- Autostrada Tōhoku
- Drogi krajowe nr 4, 113, 457.

## Miasta partnerskie
- Australia: Hurstville[8]